# Il tesoro dell'Imperatore
Il Tesoro dell'Imperatore (The Paris Vendetta) è il quinto libro della saga riguardante Cotton Malone, personaggio inventato dallo scrittore Steve Berry.

## Trama
È solo un incubo, ma sta diventando un'ossessione: Cotton Malone continua a rivivere in sogno l'attentato di Città del Messico in cui è rimasto ucciso Cai Thorvaldsen, un giovane e brillante diplomatico danese. Un attentato che lui non è riuscito a sventare e che gli ha cambiato la vita: dopo le dimissioni da agente operativo del dipartimento di Giustizia americano, Malone si è infatti trasferito a Copenaghen dove, grazie all'aiuto del padre della vittima, il miliardario Henrik Thorvaldsen, ha aperto una libreria antiquaria. Henrik però non ha mai smesso d'indagare sulla morte dell'amato figlio e adesso ha finalmente il nome del colpevole: Lord Graham Ashby, un losco trafficante d'opere d'arte, di recente reclutato dal Club di Parigi - una lobby di avidi speculatori europei - per scoprire dov'è stato nascosto il leggendario tesoro di Napoleone. Animato da un bruciante desiderio di vendetta, Henrik chiede allora a Cotton di ricostruire la storia del tesoro, di localizzarlo prima di Ashby e di sventare così i piani del Club di Parigi. E l'unico modo per riuscirci è rintracciare un enigmatico volume, citato da Napoleone nel proprio testamento e affidato al suo maggiordomo pochi giorni prima di morire. Ben presto, però, Malone viene a sapere che pure il governo degli Stati Uniti è interessato alla cattura di Ashby, perciò è costretto a fare una scelta: onorare il debito di riconoscenza nei confronti dell'amico o rimanere fedele al suo Paese... 

## Edizioni in italiano
- Steve Berry, Il tesoro dell'imperatore: romanzo, traduzione di Elisa Villa, Narrativa 413; Nord, Milano 2010 ISBN 978-88-429-1670-3
- Steve Berry, Il tesoro dell'imperatore: romanzo, traduzione di Elisa Villa, Tea, Milano 2012 ISBN 978-88-502-2740-2
- Steve Berry, Il tesoro dell'imperatore: romanzo, traduzione di Elisa Villa, Tea, Milano 2015 ISBN 978-88-502-4048-7
- Steve Berry, Il tesoro dell'imperatore: romanzo, traduzione di Elisa Villa, Tea, Milano 2018 ISBN 978-88-502-5000-4